# Magdalena Kožená
Magdalena Kožená, Lady Rattle (ur. 26 maja 1973 w Brnie) – czeska śpiewaczka (mezzosopran).

## Życiorys
Pochodzi z południowych Moraw. Uczyła się gry na fortepianie, lecz po wypadku na lekcji wychowania fizycznego, w trakcie którego doznała złamań obydwu rąk, zarzuciła karierę pianistyczną. Uczyła się w brneńskim konserwatorium u Něvy Megovéj i Jiřího Peši, później u Evy Blahovéj w Wyższej Szkole Muzycznej w Bratysławie.
Jej kariera rozpoczęła się w roku 1995, kiedy to wygrała Międzynarodowy Konkurs Mozartowski w Salzburgu. Występowała na najważniejszych scenach operowych świata, m.in. w nowojorskiej Metropolitan Opera w 2003. W latach 1996–1997 była członkinią wiedeńskiego zespołu Volksoper. W 2003 została Kawalerem Orderu Sztuki i Literatury. Podstawę jej repertuaru stanowią interpretacje muzyki dawnej (zwłaszcza barokowej i klasycznej), ale wykonuje także muzykę innych epok. Pod koniec lat 90. XX wieku związała się z wytwórnią płytową Deutsche Grammophon.
W 2023 roku została odznaczona Medalem Za Zasługi I stopnia.

## Życie prywatne
Ojciec był matematykiem, a matka biologiem. Ojciec zmarł, kiedy Magdalena miała 11 lat.
Była żoną francuskiego barytona, Vincenta le Texiera. W październiku 2008 wyszła za mąż za dyrygenta, sir Simona Rattle'a, z którym zamieszkała w Berlinie.